# Museo Leonora Carrington
El Museo Leonora Carrington es un museo con sedes en las ciudades de San Luis Potosí y Xilitla, en el estado de San Luis Potosí, México. Dedicado a la artista surrealista Leonora Carrington, el Museo Leonora Carrington San Luis Potosí fue inaugurado el 22 de marzo de 2018, siendo gobernador del estado Juan Manuel Carreras. El museo alberga una colección de esculturas, joyas, grabados y objetos personales de la artista; y presenta exposiciones temporales dedicadas al surrealismo y a obras influenciadas por el trabajo de Carrington. La colección fue cedida por Pablo Weisz Carrington; hijo de la artista, para la creación del museo.
Debe diferenciarse de la Casa Estudio de Leonora Carrington en la Ciudad de México, la cual ha sido reconvertida en museo.

## San Luis Potosí
El museo forma parte del Centro de las Artes de San Luis Potosí, que alberga escuelas de educación artística, salas de exposiciones, talleres y el Teatro Polivalente. El complejo fue construido en el siglo XIX para servir como cárcel, fue diseñado como un panóptico, el sistema de control propuesto originalmente por el filósofo inglés Jeremy Bentham, en el que un grupo de edificios es vigilado desde una torre central.
En 1999, la prisión fue trasladada a una nueva ubicación. La mayoría de los edificios y áreas al aire libre fueron restauradas por el arquitecto Alejandro Sánchez entre 2005 y 2009, y la sección del inmueble que ahora alberga el museo fue restaurada entre 2017 y 2018. El museo alberga el Centro Internacional de Estudio y Difusión del Surrealismo, dedicado al estudio de este movimiento artístico de fuerte presencia en México.

## Xilitla
El 19 de octubre de 2018 fue inaugurado en el pueblo mágico Xilitla el Museo Leonora Carrington Xilitla con esculturas, litografías y demás objetos de la artista, el museo tiene tres salas de exposiciones permanentes y una de exposiciones temporales repartidas en 814 m², el museo ofrece servicios educativos y culturales.

## Galería

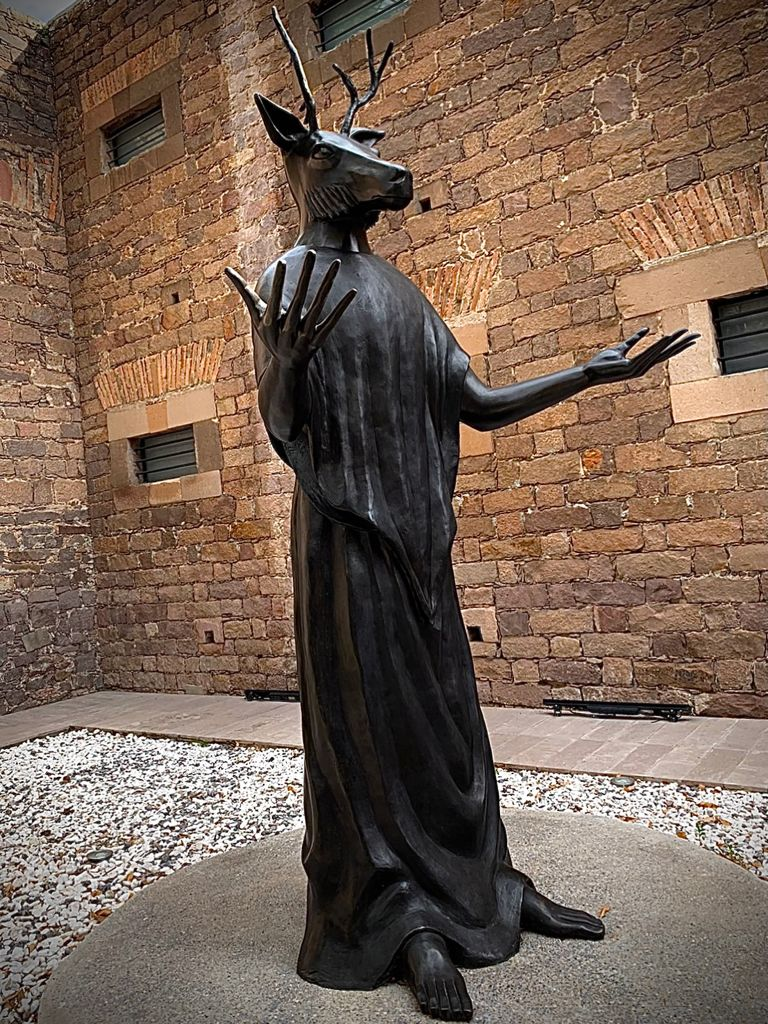
El desconocido
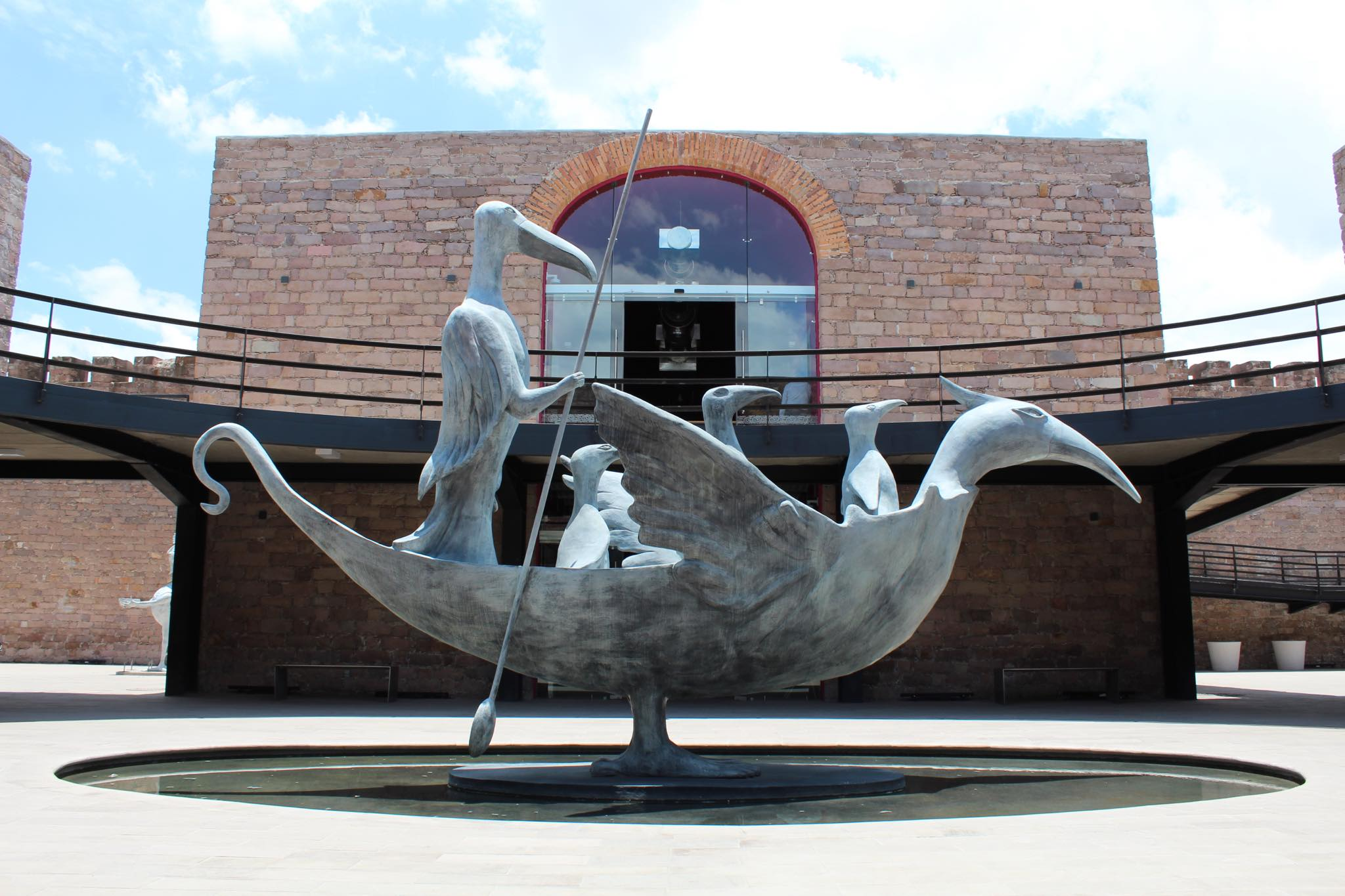
La barca de las grullas
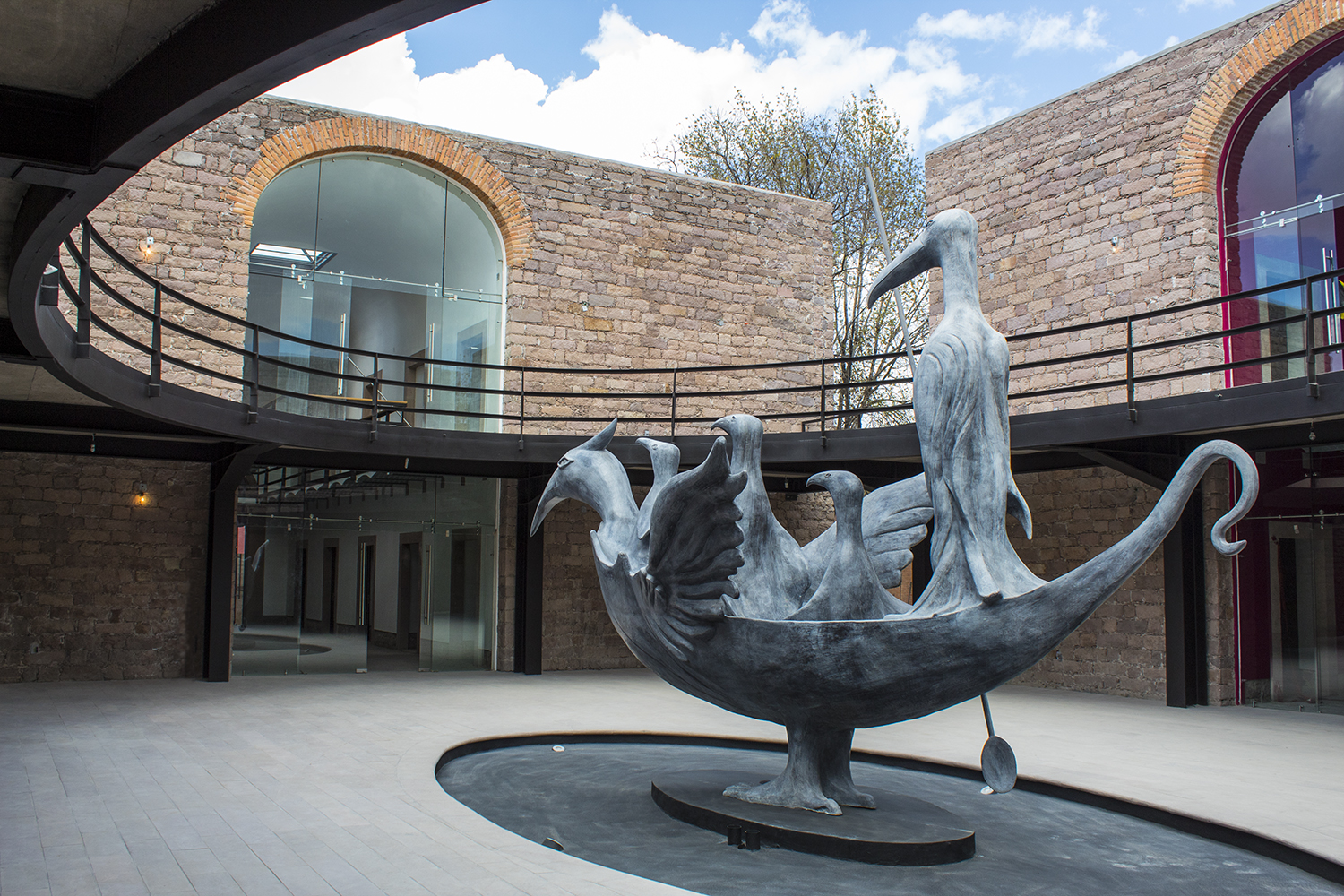
La barca de las grullas